# Hermínia de Mello Nogueira Borges
Hermínia de Mello Nogueira Borges (Rio de Janeiro, 1894 — 1989) foi uma fotógrafa brasileira.
Hermínia estudou desenho, pintura e música. Iniciou a carreira de fotógrafa após o casamento com o advogado e fotógrafo amador João Nogueira Borges, em 1918. João Nogueira Borges conheceu Marc Ferrez, um dos mais importantes fotógrafos do fim do século XIX que lhe influenciou profundamente. Este encanto pela fotografia foi passado a Hermínia, que passou a dedicar-se a ela.
Fundou em 1923, junto com o marido e amigos, o Foto Clube Brasileiro, cuja sede era em sua própria residência, em Laranjeiras.
Herminia especializou-se no pictorialismo, uma técnica experimental, criada através de intervenções diretas na cópia, dando-lhes aspecto de aquarela, gravura ou pintura.
É uma expoente do fotoclubismo, movimento da década de 1940.